# Игнатий (Железовский)
Епископ Игнатий (в миру Яков Леонтьевич Железовский; 20 января (1 февраля) 1802, село Сехновичи, Кобринский уезд, Гродненская губерния — 1 (13) апреля 1872, Гродно) — епископ Русской православной церкви, епископ Брестский, викарий Литовской епархии

## Биография
Родился 20 января 1802 года в семье грекокатолического священника села Сехновичи Кобринского уезда Гродненской губернии.
С 1812 по 1821 год учился в Брестском дворянском училище.
26 октября 1824 года в Тороканском монастыре пострижен в монашество.
В 1825 года поступил в Виленскую семинарию.
27 мая 1826 года рукоположен во иеродиакона, а 30 мая — во иеромонаха.
В 1829 году окончил курс Главной духовной семинарии при Виленском университете со званием кандидата;
7 марта того же года назначен учителем в Лавришенский монастырь.
5 июля 1830 года переведён в Кобринское уездное училище.
21 марта 1832 года назначен смотрителем училища.
28 декабря 1833 года переведен в Супрасльское духовное училище.
12 февраля 1839 года воссоединился с православною церковью, подписав вместе с Иосифом Семашко и др. духовенством акт о воссоединении униатов с православием.
В том же году 4 марта назначен инспектором Литовской духовной семинарии в Жировицах, а 20 декабря возведён в сан архимандрита и назначен настоятелем Гродненского Коложского Борисоглебского монастыря.
20 мая 1848 года хиротонисан во епископа Брестского, викария Литовской епархии.
Был сторонником и помощником Иосифа Семашко в деле искоренения унии.
27 июня 1870 года уволен на покой в Гродненский Борисоглебский монастырь.
Скончался 31 марта 1872 года в Гродно, погребён в Кладбищенской церкви.